# 臺北市公民參與委員會
臺北市公民參與委員會（簡稱公參會），2014年成立，是臺北市政府所設立之任務編組。
由臺北市政府研究發展考核委員會，負責辦理公參會相關業務。

## 簡介
臺北市政府為落實「開放政府、全民參與」之施政理念，積極推動市政建設之透明治理、公眾參與及協同合作，追求市民最高福祉，特設臺北市政府公民參與委員會，並訂定 臺北市政府公民參與委員會設置要點。

## 任務
公參會每季召開一次，任務如下：
（一）本府公民參政制度之推動與審議。
（二）本府開放資料制度之推動與審議。
（三）本府參與式預算制度之推動與審議。
（四）其他有助於落實公民參與制度之推動與審議。

## 工作分組
公參會設三工作組，分組研議公民參與事宜，各工作組分工情形及主政機關如下：
（一）公民參政組：研議公民參政制度政策（含教育推廣、網路投票等）、執行計畫及標準作業流程，由研考會為主政機關，教育局、社會局、都市發展局及資訊局、公訓處協辦。
（二）開放資料及探勘組：研議資料公開及探勘制度政策（含資訊公開）、 執行計畫及標準作業流程，由資訊局為主政機關，法務局、研考會、交通局協辦。
（三）參與預算組：研議本府參與式預算制度政策、執行計畫及標準作業流程，由民政局為主政機關，工務局、主計處、研考會、資訊局及財政局協辦。

工作組每月召開會議一次，必要時得召開臨時會議；會議由各工作組召集人擔任主席。本會及各工作組得依會務需要，邀請市府相關局處、市政顧問、其他民間團體代表及專家學者列席。

## 歷屆委員

### 第一屆臺北市公民參與委員會
| 委員性質                           | 姓名   | 職稱                                                                                     | 備註                                                                 |
| ---------------------------------- | ------ | ---------------------------------------------------------------------------------------- | -------------------------------------------------------------------- |
| 主任委員                           | 柯文哲 | 臺北市市長                                                                               |                                                                      |
| 府內委員 副主任委員                | 周麗芳 | 臺北市副市長                                                                             |                                                                      |
| 府內委員                           | 藍世聰 | 臺北市政府民政局局長                                                                     |                                                                      |
| 府內委員                           | 湯志民 | 臺北市政府教育局局長                                                                     |                                                                      |
| 府內委員                           | 鍾慧諭 | 臺北市政府交通局局長                                                                     |                                                                      |
| 府內委員                           | 許立民 | 臺北市政府社會局局長                                                                     |                                                                      |
| 府內委員                           | 林洲民 | 臺北市政府都市發展局局長                                                                 |                                                                      |
| 府內委員                           | 李維斌 | 臺北市政府資訊局局長                                                                     |                                                                      |
| 府內委員                           | 楊芳玲 | 臺北市政府法務局局長                                                                     |                                                                      |
| 府內委員                           | 梁秀菊 | 臺北市政府主計處處長                                                                     |                                                                      |
| 市府指派 府外委員                  | 紀政   | 1.財團法人希望基金會董事長 2.財團法人雙溪啟智文教基金會董事長                            | 2015年下半年請辭。                                                   |
| 市府指派 府外委員 開放資料組召集人 | 柳林瑋 | 1.羅東聖母醫院家醫科醫師 2.沃草有限公司執行長                                            | 2015年6月7日，因「管理財務出現重大錯誤」遭沃草解職，請辭公參會委員。 |
| 市府指派 府外委員 參與預算組召集人 | 施信民 | 1.公民監督國會聯盟理事長 2.臺灣環境保護聯盟理事                                          |                                                                      |
| 府外委員 公民參政組召集人          | 呂家華 | 臺灣大學政治學系公共政策組碩士生                                                         |                                                                      |
| 府外委員                           | 李卓翰 | 1.綠色 21 台灣聯盟秘書長 2.爸爸非核陣線發起人                                            |                                                                      |
| 府外委員                           | 林美娜 | 臺灣酒駕防制社會關懷協會秘書長                                                           |                                                                      |
| 府外委員 開放資料組召集人          | 洪培仁 | 1.波意設計有限公司技術顧問 2.DSP 智庫驅動應用顧問                                        | 柳林瑋請辭後，擔任開放資料組召集人                                   |
| 府外委員                           | 洪德仁 | 1.洪耳鼻喉科診所醫師 2.財團法人臺北市北投文化基金會董事長                                |                                                                      |
| 府外委員                           | 唐峰正 | 1.自由空間教育基金會董事長 2.財團法人臺北市都市更新推動中心資深規劃師                    |                                                                      |
| 府外委員                           | 許嘉恬 | 1. 臺灣婦女團體全國聯合會秘書長 2. 臺灣女性影像學會常務理事                              |                                                                      |
| 府外委員                           | 陳明里 | 1.社團法人臺北市行無礙資源推廣協會專案經理 2.臺北市身心障礙者權益保障推動小組第 4 屆委員 |                                                                      |
| 府外委員                           | 陳裕琪 | 1.財團法人主婦聯盟環境保護基金會副董事長 2.臺灣青少年教育協進會理事                      |                                                                      |
| 府外委員                           | 黃慧芬 | 臺灣大學環境工程學研究所博士後研究員                                                     |                                                                      |
| 府外委員 副主任委員 兼任對外發言人 | 劉昱亞 | 1.新創健康檢測團隊 Vinotechs 共同創辦人 2.公民引擎部專案經理                             |                                                                      |
| 府外委員                           | 謝輝和 | 臺灣血液基金會臺北捐血中心醫務组組長                                                     |                                                                      |
| 府外委員                           | 楊士慧 | 臺灣蠻野心足生態協會主任                                                                 | 新任遞補                                                             |
| 市府指派 府外委員                  | 邱昱凱 |                                                                                          | 紀政請辭後，2015年10月28日市府任命遞補。                             |

### 第二屆臺北市公民參與委員會（107 年公民參與委員會）
| 委員性質                  | 姓名   | 職稱                                                                                         |
| ------------------------- | ------ | -------------------------------------------------------------------------------------------- |
| 主任委員                  | 柯文哲 | 臺北市市長                                                                                   |
| 府內委員 副主任委員       |        | 臺北市副市長                                                                                 |
| 府內委員                  |        | 臺北市政府民政局局長                                                                         |
| 府內委員                  |        | 臺北市政府教育局局長                                                                         |
| 府內委員                  |        | 臺北市政府交通局局長                                                                         |
| 府內委員                  |        | 臺北市政府社會局局長                                                                         |
| 府內委員                  |        | 臺北市政府都市發展局局長                                                                     |
| 府內委員                  |        | 臺北市政府資訊局局長                                                                         |
| 府內委員                  |        | 臺北市政府法務局局長                                                                         |
| 府內委員                  |        | 臺北市政府主計處處長                                                                         |
| 府外委員                  | 王寶萱 | 國立臺北藝術大學主任秘書                                                                     |
| 府外委員                  | 田智娟 | 海外投資部經理, 第一太平戴維斯                                                               |
| 府外委員                  | 朱珮瑜 | 新藥開發生技公司 研究員                                                                      |
| 府外委員                  | 朱蕙蓉 | 主持公民總主筆 廣播節目                                                                      |
| 府外委員                  | 吳俊德 | 1.「職學發展」「青年自立」 發起人 2.「創業家精神」「以色列思維」推動者 「616少年夢工廠」主任 |
| 府外委員 開放資料組召集人 | 李佳憲 | 1.淡江大學兼任講師 2.青澀芷蘭菁英培育發展協會協會決策委員                                    |
| 府外委員                  | 林美娜 | 臺灣酒駕防制社會關懷協會秘書長                                                               |
| 府外委員                  | 邱昱凱 | 金融業                                                                                       |
| 府外委員                  | 施宇芳 | 台灣惠普資訊科技股份有限公司資深經理                                                         |
| 府外委員 參與預算組召集人 | 施信民 | 1.公民監督國會聯盟理事長 2.臺灣環境保護聯盟理事                                              |
| 府外委員                  | 洪德仁 | 1.洪耳鼻喉科診所醫師 2.財團法人臺北市北投文化基金會董事長                                    |
| 府外委員                  | 張中模 | 1.台北市北投區林泉社區發展協會理事長 2.社團法人台北市眷村心文化協會常務理事兼中心新村執行長  |
| 府外委員                  | 張金堅 | 1. 台安醫院一般外科(乳房)主治醫師 2. 財團法人乳癌防治基金會董事長                            |
| 府外委員                  | 陳明里 | 1.社團法人臺北市行無礙資源推廣協會專案經理 2.臺北市身心障礙者權益保障推動小組第4屆委員       |
| 府外委員 公民參政組召集人 | 楊士慧 | 臺灣蠻野心足生態協會 主任                                                                    |

### 第三屆臺北市公民參與委員會（108 年公民參與委員會）
| 委員性質                      | 姓名   | 職稱                           |
| ----------------------------- | ------ | ------------------------------ |
| 主任委員                      | 柯文哲 | 臺北市市長                     |
| 府內委員 副主任委員           | 鄧家基 | 臺北市副市長                   |
| 府內委員                      | 藍世聰 | 臺北市政府民政局局長           |
| 府內委員                      | 曾燦金 | 臺北市政府教育局局長           |
| 府內委員                      | 陳學台 | 臺北市政府交通局局長           |
| 府內委員                      | 陳雪彗 | 臺北市政府社會局局長           |
| 府內委員                      | 黃景茂 | 臺北市政府都市發展局局長       |
| 府內委員                      | 呂新科 | 臺北市政府資訊局局長           |
| 府內委員                      | 袁秀慧 | 臺北市政府法務局局長           |
| 府內委員                      | 梁秀菊 | 臺北市政府主計處處長           |
| 府外委員                      | 王寶萱 | 國立臺北藝術大學主任秘書       |
| 府外委員                      | 朱珮瑜 | 生物資訊公司 生技處 經理       |
| 府外委員                      | 朱蕙蓉 | 主持公民總主筆 廣播節目        |
| 府外委員                      | 宋憶萍 | 專案經理                       |
| 府外委員 開放資料組召集人     | 李佳憲 | 淡江大學兼任講師               |
| 府外委員 公民參政組召集人     | 林美娜 | 臺灣酒駕防制社會關懷協會秘書長 |
| 府外委員                      | 邱昱凱 | 悠遊卡公司董事長特助           |
| 府外委員 公民參政組協同主持人 | 邱慧珠 | NPO高階人員                    |
| 府外委員                      | 洪申翰 | 綠色公民行動聯盟副秘書長       |
| 府外委員 參與預算組召集人     | 洪德仁 | 洪耳鼻喉科診所醫師             |
| 府外委員                      | 陳麟   | 智樂活樂齡活動社群共同創辦人   |
| 府外委員                      | 楊士慧 | 臺灣蠻野心足生態協會 主任      |
| 府外委員                      | 劉昱亞 | 萬事達卡專案總監               |
| 府外委員                      | 劉郁辰 | 萬事達卡APT專案經理            |
| 府外委員                      | 顏瓊玉 | 至善社會福利基金會企宣部副主任 |

### 第四屆臺北市公民參與委員會（109 年公民參與委員會）
| 委員性質                      | 姓名   | 職稱                                       |
| ----------------------------- | ------ | ------------------------------------------ |
| 主任委員                      | 柯文哲 | 臺北市市長                                 |
| 府內委員 副主任委員           | 黃珊珊 | 臺北市副市長                               |
| 府內委員                      | 藍世聰 | 臺北市政府民政局局長                       |
| 府內委員                      | 曾燦金 | 臺北市政府教育局局長                       |
| 府內委員                      | 陳學台 | 臺北市政府交通局局長                       |
| 府內委員                      | 周榆修 | 臺北市政府社會局局長                       |
| 府內委員                      | 黃景茂 | 臺北市政府都市發展局局長                   |
| 府內委員                      | 呂新科 | 臺北市政府資訊局局長                       |
| 府內委員                      | 袁秀慧 | 臺北市政府法務局局長                       |
| 府內委員                      | 鄭瑞成 | 臺北市政府主計處處長                       |
| 府外委員                      | 朱蕙蓉 | 主持公民總主筆 廣播節目                    |
| 府外委員 開放資料組召集人     | 李佳憲 | LeadBest CEO                               |
| 府外委員 公民參政組召集人     | 林美娜 | 臺灣酒駕防制社會關懷協會秘書長             |
| 府外委員 公民參政組協同主持人 | 邱慧珠 | NPO 高階人員                               |
| 府外委員 參與預算組召集人     | 洪德仁 | 洪耳鼻喉科診所醫師                         |
| 府外委員                      | 高嘉妍 | 臺北市電腦公會專員                         |
| 府外委員 副主任委員           | 許立民 | 臺大醫院創傷醫學部主治醫師                 |
| 府外委員                      | 陳明里 | 社團法人台北市行無礙資源推廣協會辦公室主任 |
| 府外委員                      | 陳麟   | 智樂活樂齡活動社群共同創辦人               |
| 府外委員                      | 單柏堯 | 臺北市文山區順興社區發展協會主任           |
| 府外委員                      | 楊士慧 | 臺灣蠻野心足生態協會主任                   |
| 府外委員                      | 劉昱亞 | 萬事達卡專案總監                           |
| 府外委員                      | 劉郁辰 | 萬事達卡 APT 專案經理                      |
| 府外委員                      | 蔡秉修 | 臺北科技大學專任助理                       |

### 第五屆臺北市公民參與委員會（110 年公民參與委員會）
| 委員性質                      | 姓名   | 職稱                                              | 民間委員連任續任狀況 |
| ----------------------------- | ------ | ------------------------------------------------- | -------------------- |
| 主任委員                      | 柯文哲 | 臺北市市長                                        |                      |
| 府內委員 副主任委員           | 黃珊珊 | 臺北市副市長                                      |                      |
| 府內委員                      | 藍世聰 | 臺北市政府民政局局長                              |                      |
| 府內委員                      | 曾燦金 | 臺北市政府教育局局長                              |                      |
| 府內委員                      | 陳學台 | 臺北市政府交通局局長                              |                      |
| 府內委員                      | 周榆修 | 臺北市政府社會局局長                              |                      |
| 府內委員                      | 黃景茂 | 臺北市政府都市發展局局長                          |                      |
| 府內委員                      | 呂新科 | 臺北市政府資訊局局長                              |                      |
| 府內委員                      | 袁秀慧 | 臺北市政府法務局局長                              |                      |
| 府內委員                      | 鄭瑞成 | 臺北市政府主計處處長                              |                      |
| 府外委員                      | 朱蕙蓉 | 湘鈞國際有限公司                                  | 連任4屆              |
| 府外委員 開放資料組召集人     | 李佳憲 | LeadBest CEO                                      | 連任4屆              |
| 府外委員                      | 林金保 | 台灣友善米食推廣協會 理事長                       | 新任                 |
| 府外委員 公民參政組召集人     | 林美娜 | 臺灣酒駕防制社會關懷協會秘書長                    | 連任5屆              |
| 府外委員 參與預算組召集人     | 洪德仁 | 洪耳鼻喉科診所醫師                                | 連任5屆              |
| 府外委員                      | 張湘綺 | 雄獅旅遊 數位整合行銷經理                         | 新任                 |
| 府外委員                      | 張筱嬋 | 中華民國家庭照顧者關懷總會副主任                  | 新任                 |
| 府外委員 副主任委員           | 許立民 | 臺大醫院創傷科醫師                                | 連任2屆              |
| 府外委員                      | 陳明里 | 社團法人台北市行無礙資源推廣協會辦公室主任        | 連任4屆              |
| 府外委員                      | 陳思淵 | 思構益公關顧問有限公司 總經理                     | 新任                 |
| 府外委員 公民參政組協同主持人 | 楊士慧 | 臺灣蠻野心足生態協會專職                          | 連任5屆              |
| 府外委員                      | 廖芳萱 | 宇軒國際法律事務所主持律師                        | 新任                 |
| 府外委員                      | 廖英凱 | 科學月刊編輯委員                                  | 新任                 |
| 府外委員                      | 趙恭岳 | 國際氣候發展智庫執行長                            | 新任                 |
| 府外委員                      | 潘一如 | 1. 環藝工程顧問有限公司負責人 2. 景觀學會副理事長 | 新任                 |

### 第六屆臺北市公民參與委員會（111 年公民參與委員會）
| 委員性質                      | 姓名   | 職稱                                      | 民間委員連任續任狀況 |
| ----------------------------- | ------ | ----------------------------------------- | -------------------- |
| 主任委員                      | 柯文哲 | 臺北市市長                                |                      |
| 府內委員 副主任委員           | 黃珊珊 | 臺北市副市長                              |                      |
| 府內委員                      | 藍世聰 | 臺北市政府民政局局長                      |                      |
| 府內委員                      | 曾燦金 | 臺北市政府教育局局長                      |                      |
| 府內委員                      | 陳學台 | 臺北市政府交通局局長                      |                      |
| 府內委員                      | 周榆修 | 臺北市政府社會局局長                      |                      |
| 府內委員                      | 黃一平 | 臺北市政府都市發展局局長                  |                      |
| 府內委員                      | 呂新科 | 臺北市政府資訊局局長                      |                      |
| 府內委員                      | 袁秀慧 | 臺北市政府法務局局長                      |                      |
| 府內委員                      | 鄭瑞成 | 臺北市政府主計處處長                      |                      |
| 府外委員 公民參政組協同主持人 | 邱慧珠 | 社團法人台灣公益 CEO 協會常務監事         | 續任3屆              |
| 府外委員                      | 李佳憲 | LeadBest CEO                              | 續任5屆              |
| 府外委員                      | 林金保 | 台灣友善米食推廣協會理事長                | 續任2屆              |
| 府外委員 公民參政組召集人     | 林美娜 | 臺灣酒駕防制社會關懷協會前秘書長          | 續任6屆              |
| 府外委員 參與預算組召集人     | 洪德仁 | 洪耳鼻喉科診所醫師/台灣社區營造學會理事長 | 續任6屆              |
| 府外委員                      | 陳明里 | 社團法人行無礙聯盟 理事                   | 續任5屆              |
| 府外委員                      | 陳麟   | 智樂活樂齡活動社群共同創辦人              | 續任3屆              |
| 府外委員                      | 張筱嬋 | 中華民國家庭照顧者關懷總會副主任          | 續任2屆              |
| 府外委員                      | 張寧   | 臺北地方檢察署-書記官                     | 新任                 |
| 府外委員                      | 曾廣芝 | 青年發展協進會秘書長                      | 新任                 |
| 府外委員                      | 楊士慧 | -                                         | 續任6屆              |
| 府外委員 開放資料組召集人     | 廖英凱 | 科學月刊編輯委員/台灣科學媒體協會常務理事 | 續任2屆              |
| 市府指派 府外委員             | 朱育民 | 台灣思科資安事業部經理                    | 新任                 |
| 市府指派 府外委員             | 許立民 | 臺大醫院創傷科醫師                        | 續任3屆              |
| 市府指派 府外委員             | 游文賢 | 智慧價值專案技術副總經理                  | 新任                 |